# Liberdade e Luta

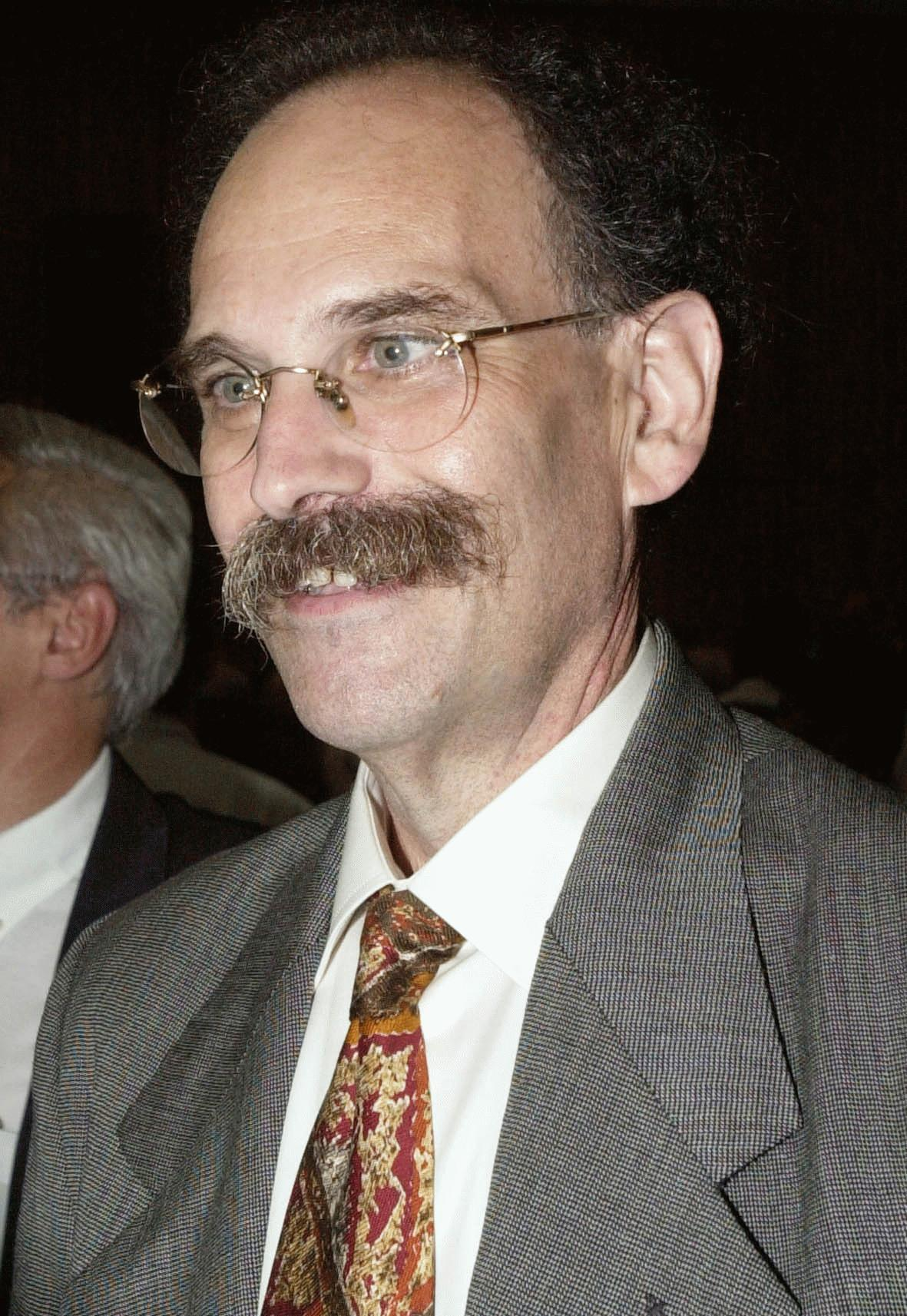
Glauco Arbix militou na Libelu.

A Liberdade e Luta (Libelu) foi uma tendência do movimento estudantil brasileiro dos anos 1970, ligada ao trotskismo e ao jornal O Trabalho, que era editado, à época, pela Organização Socialista Internacionalista (OSI). A Libelu ficou conhecida por ser a primeira tendência política a defender a palavra de ordem "Abaixo a Ditadura" publicamente. Ela participou ativamente da reconstrução da União Nacional dos Estudantes (UNE), da União Brasileira dos Estudantes Secundaristas (UBES) e teve muitos de seus militantes em importantes diretórios e centros acadêmicos do país.
A Libelu foi dissolvida na primeira metade da década de 1980, com a integração de alguns de seus quadros ao Partido dos Trabalhadores (PT). A corrente "O Trabalho" do PT, seção brasileira da IV Internacional (1993) liderada por Markus Sokol, representa a continuação da estrutura da OSI na atualidade.
O documentário Libelu - Abaixo a Ditadura, dirigido por Diógenes Muniz e produzido pela Boulevard Filmes, retratou a trajetória da corrente política em detalhes. O filme foi o vencedor do Festival É Tudo Verdade 2020.

## Militantes
A Libelu teve centenas de militantes. Entre eles, estavam os políticos Luiz Gushiken e Markus Sokol; o médico e deputado Antônio Palocci, os jornalistas Renata Rangel, Zé Américo, Cleusa Turra, Paulo Moreira Leite,Caio Túlio Costa, Matinas Suzuki, Mário Sérgio Conti, Reinaldo Azevedo (ex-Convergência Socialista), Laura Capriglione, Paulo Moreira Leite, Eugênio Bucci, , José Arbex Jr., Ricardo Melo e Josimar Melo; os sociólogos Demétrio Magnoli, Glauco Arbix e Lúcia Pinheiro;  e o crítico de arte Rodrigo Naves.

## Artigos sobre
- Glauco Faria e Thalita Pires em Revista Forum. "A Libelu Ganhou o Poder"[ligação inativa]
- Diógenes Muniz em Le Monde Diplomatique Brasil. "Qual é a hora de gritar Abaixo a Ditadura?"
- Élio Gaspari em Folha de S.Paulo. "Filme sobre Libelu leva uma doce viagem à alma dos jovens"